# Kraterlav
Kraterlav (Gyalecta jenensis) är en lavart som först beskrevs av August Johann Georg Karl Batsch, och fick sitt nu gällande namn av Alexander Zahlbruckner. Kraterlav ingår i släktet Gyalecta och familjen Gyalectaceae.  Arten är reproducerande i Sverige. Inga underarter finns listade i Catalogue of Life.

## Källor

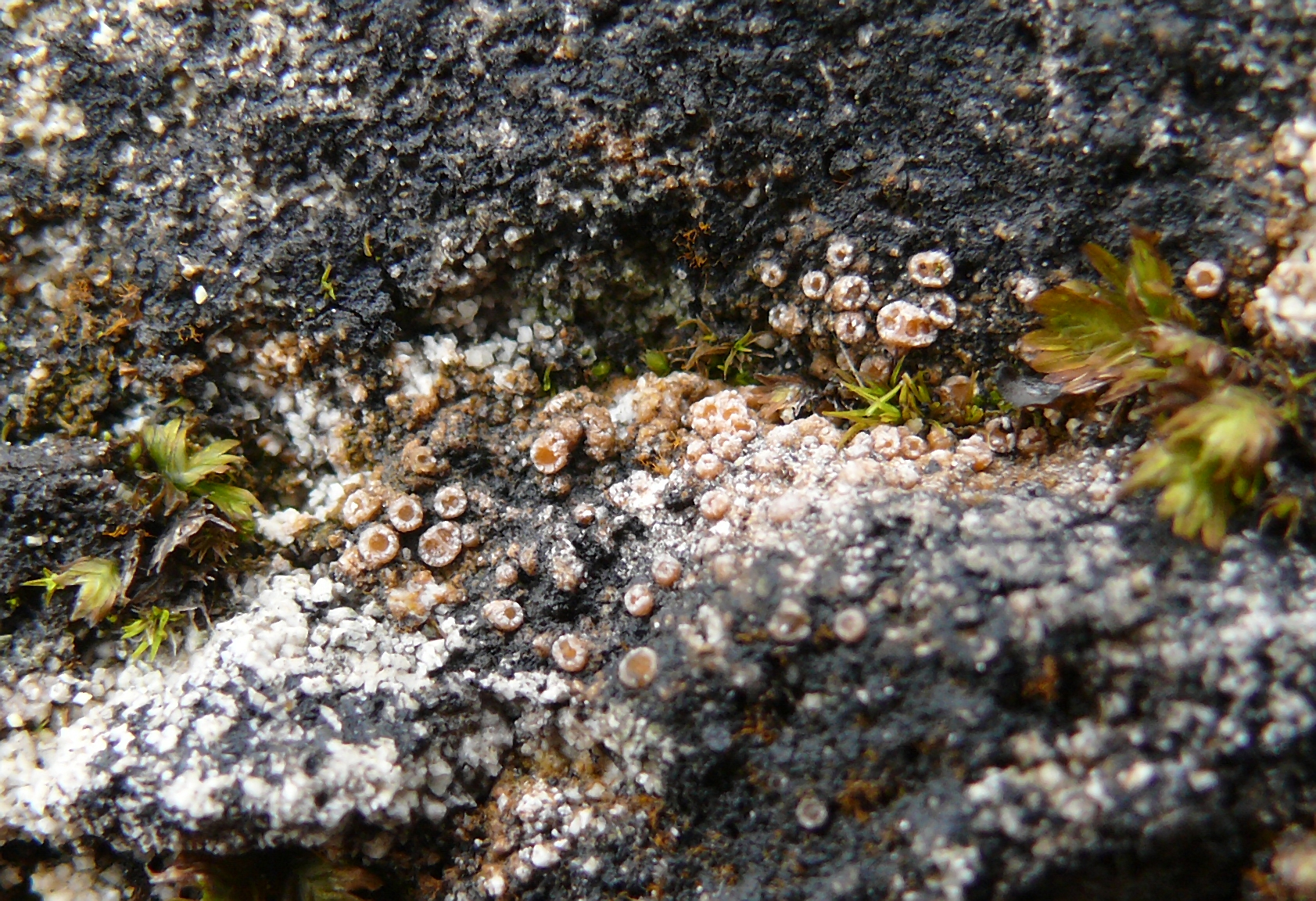
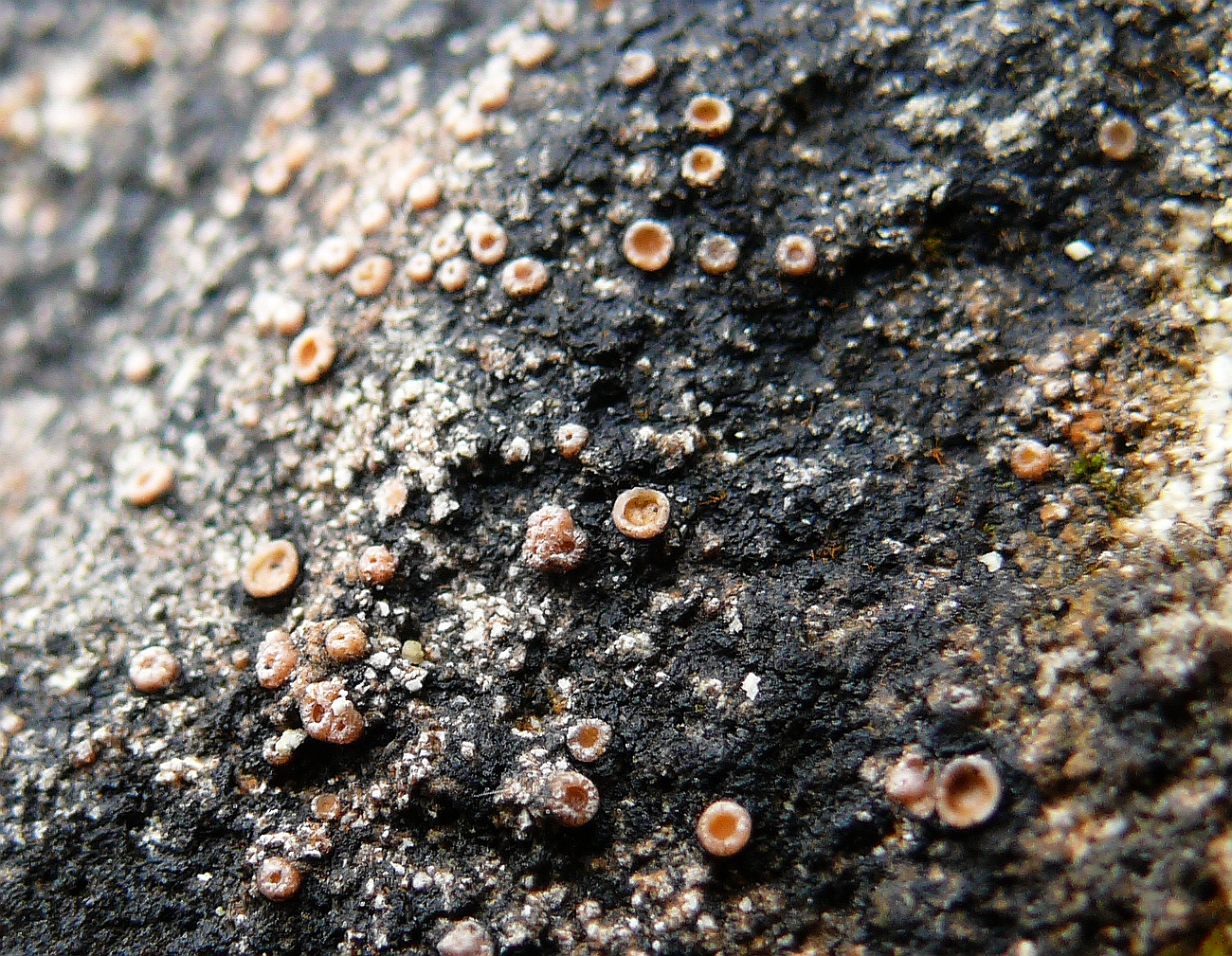
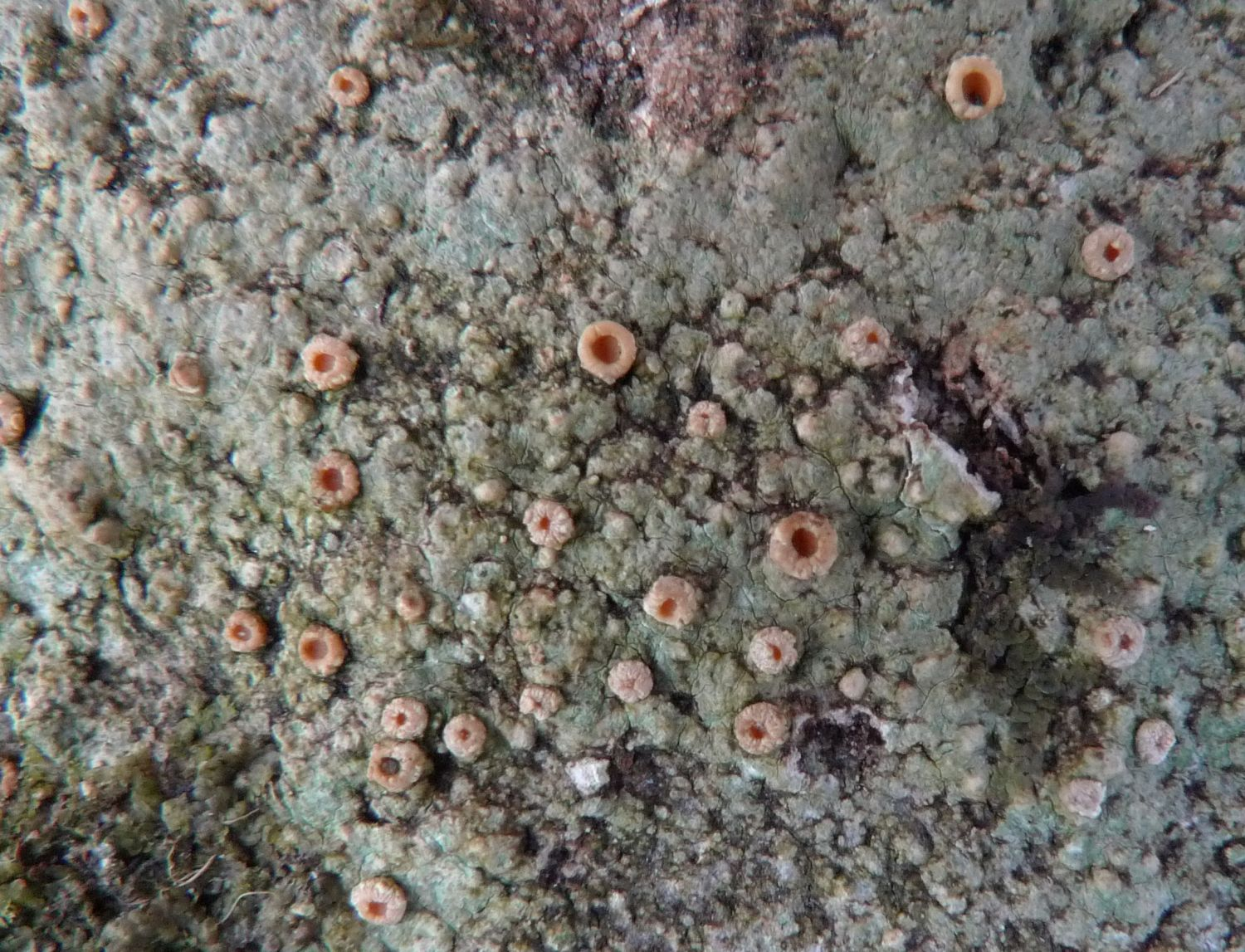